# Kévin Zohi
Kévin Lucien Zohi, né le 19 décembre 1996 à Lopou en Côte d'Ivoire, est un footballeur international malien qui évolue au poste d'avant-centre au SC União Torreense.

## Biographie
Né à Lopou en Côte d'Ivoire, d'un père ivoirien et d'une mère malienne, Kévin Zohi grandit à Abidjan où il commence le foot jusqu'à être repéré par l'Académie Jean-Marc Guillou et rejoindre Bamako au Mali. Il y est interne et suit une section sport-études tout en pratiquant le football dans l'académie. Il rejoint le Real Bamako à l'été 2015.
Il joue son premier match sous le maillot strasbourgeois avec la réserve du club le 15 février 2017 contre l'AS Prix-lès-Mézières en CFA 2 et marque l'unique but de la rencontre. Pour sa première saison avec l'équipe réserve, il dispute quatorze rencontres et inscrit huit buts.
Il dispute son premier match avec l'équipe professionnelle le vendredi 23 février 2018 en entrant en jeu dans le temps additionnel contre le Montpellier HSC. Il fait sa deuxième apparition en Ligue 1 le 12 août 2018 à l'occasion de la première journée de championnat contre les Girondins de Bordeaux. Un match qu'il commence en tant que titulaire et que le Racing remporte deux buts à zéro. Lors de la cinquième journée de championnat, il entre en jeu à cinq minutes de la fin du temps réglementaire et réalise sa première passe décisive qui permet à son équipe d'arracher le match nul  un but partout. Il inscrit son premier but en Ligue 1 pour le compte de la onzième journée contre l'En Avant de Guingamp après être entré en cours de jeu. Il permet à nouveau à son équipe de revenir au score et d'obtenir le point du match nul un but partout. En fin de saison, il entre en jeu lors de la finale de Coupe de la Ligue remporté par les alsaciens.
En fin de contrat en 2021, il quitte le club pour rejoindre le FC Vizela en première division portugaise. Il y passe deux saisons et joue cinquante-sept matchs avant de revenir en France en troisième division en s'engageant avec le FC Sochaux-Montbéliard.

## Statistiques

### Parcours professionnel
| Saison                | Club                   | Championnat           | Championnat | Championnat | Coupe nationale | Coupe nationale | Coupe de la Ligue | Coupe de la Ligue | Compétition(s) continentale(s) | Compétition(s) continentale(s) | Compétition(s) continentale(s) | Total | Total |
| Saison                | Club                   | Division              | M.          | B.          | M.              | B.              | M.                | B.                | Comp.                          | M.                             | B.                             | M.    | B.    |
| 2017-2018             | RC Strasbourg          | Ligue 1               | 1           | 0           | -               | -               | -                 | -                 | -                              | -                              | -                              | 1     | 0     |
| 2018-2019             | RC Strasbourg          | Ligue 1               | 20          | 1           | 2               | 1               | 4                 | 0                 | -                              | -                              | -                              | 26    | 2     |
| 2019-2020             | RC Strasbourg          | Ligue 1               | 17          | 1           | 3               | 3               | 2                 | 0                 | C3                             | 5                              | 2                              | 27    | 6     |
| 2020-2021             | RC Strasbourg          | Ligue 1               | 23          | 2           | -               | -               | -                 | -                 | -                              | -                              | -                              | 23    | 2     |
| Sous-total            | Sous-total             | Sous-total            | 61          | 4           | 5               | 4               | 6                 | 0                 | -                              | 5                              | 2                              | 77    | 10    |
| 2021-2022             | FC Vizela              | Liga NOS              | 25          | 0           | 2               | 0               | -                 | -                 | -                              | -                              | -                              | 27    | 0     |
| 2022-2023             | FC Vizela              | Liga NOS              | 25          | 2           | 2               | 1               | 3                 | 0                 | -                              | -                              | -                              | 30    | 3     |
| Sous-total            | Sous-total             | Sous-total            | 50          | 2           | 4               | 1               | 3                 | 0                 | -                              | -                              | -                              | 57    | 3     |
| 2023-2024             | FC Sochaux-Montbéliard | National              | 30          | 8           | 6               | 2               | -                 | -                 | -                              | -                              | -                              | 36    | 10    |
| 2024-2025             | Stade lavallois        | Ligue 2               | 29          | 1           | 4               | 0               | -                 | -                 | -                              | -                              | -                              | 33    | 1     |
| Total sur la carrière | Total sur la carrière  | Total sur la carrière | 170         | 15          | 19              | 7               | 9                 | 0                 | -                              | 5                              | 2                              | 203   | 24    |

## Palmarès
Il remporte la Coupe de la Ligue en 2019 avec le RC Strasbourg.